# Доминик Дейл
Доминик Дейл (на английски: Dominic Dale) е професионален уелски играч на снукър, извънреден коментатор на снукър в BBC. Той е роден в Ковънтри, Англия на 29 декември 1971 г.
В своята кариера Доминик Дейл има 2 спечелени ранкинг турнира от световната ранкинг система – Гран При през 1997 г. и Шанхай мастърс през 2007 г. На финалите на тези състезания той побеждава съответно Джон Хигинс с 9 на 6 фрейма през 1997 г. и сънародника си Райън Дей 10 години по-късно с 10 на 6 фрейма. Най-доброто му постижение на световния шампионат е през 2000 г. където достига до 1/4 финалите.
Стилът му на обличане и прическата му го определят като един от по-ексцентричните професионални играчи на снукър.

## Сезон 2009/10
| Турнир                    | Резутат | Спечелени пари | Ранкинг точки | Най-голям брейк | 100+ брейк | 50+ брейк | Брой спечелени срещи |
| ------------------------- | ------- | -------------- | ------------- | --------------- | ---------- | --------- | -------------------- |
| Шанхай мастърс 2009       |         | £              |               |                 |            |           |                      |
| Гран При 2009             |         | £              |               |                 |            |           |                      |
| Британско първенство 2009 |         | £              |               |                 |            |           |                      |
| Мастърс 2010              |         | £              |               |                 |            |           |                      |
| Първенство на Уелс 2010   |         | £              |               |                 |            |           |                      |
| Първенство на Китай 2010  |         | £              |               |                 |            |           |                      |
| Световно първенство 2010  |         | £              |               |                 |            |           |                      |
| Общо                      |         | £              |               |                 |            |           |                      |